# Breskvica
Breskvica (in serbo Бресквица?), pseudonimo di Anđela Ignjatović (in serbo Анђела Игњатовић?; Belgrado, 18 maggio 2001), è una cantante serba.

## Biografia
Breskvica ha guadagnato popolarità dapprima come influencer e successivamente come cantante. È diventata famosa nel 2019 quando, insieme al collega Voyage, ha pubblicato la canzone Vrati me.
La sua carriera musicale è iniziata nel 2019, anno in cui ha debuttato col brano Utopia e ha firmato un contratto discografico con l'etichetta Generacija Zed. Sino al 2021 ha presentato una serie di duetti con Voyage, allora suo partner. In seguito alla loro separazione, Breskvica ha continuato la sua carriera da solista pubblicando il singolo Srećan put nel luglio 2021. Il video musicale di quest'ultimo ha raccolto oltre 30 milioni di visualizzazioni su YouTube.
All'inizio del 2022 ha collaborato con MC Stojan presentando al pubblico la canzone Život si moj. Quest'ultima è diventata la sua prima a entrare nella classifica Croatia Songs di Billboard. Alla fine dell'anno ha lavorato con Henny al brano Sava i Dunav, il quale si è rapidamente rivelato essere un grande successo. Nel marzo 2023 ha pubblicato il singolo Drift con Teodora, lo stesso ha mantenuto il controllo della Croatia Songs per due settimane consecutive.
Alla cerimonia dei Music Awards 2020, ha vinto il premio YouTube Star per la sua collaborazione Vrati me con Voyage. Nello stesso anno, i due artisti si sono anche aggiudicati due premi all'Oscar della popolarità a Banja Luka. Nel 2021 ha tenuto il suo primo concerto virtuale sulla piattaforma musicale YouBox.
Durante il festival Belgrade Music Week 2023 ha cantato il brano Oprosti mi, dedicandolo al defunto Bojan Zlatanović (ex membro di Amadeus Bend), alle vittime della strage avvenuta alla scuola elementare Vladislav Ribnikar e a quelle di Mladenovac e Smederevo. In occasione del capodanno 2024, si è esibita come artista principale in piazza della Repubblica a Belgrado.
Alla fine del 2023 è stata annunciata la sua partecipazione a Pesma za Evroviziju '24. Più volte ha espresso il desiderio di rappresentare la sua madrepatria all'Eurovision Song Contest, sottolineando che «la canzone con cui avrebbe gareggiato, avrebbe dovuto riflettere l'identità serba nel testo, nella composizione, nell'esibizione e nel significato». Il 25 gennaio 2024 è stato diffuso il brano con cui l'artista ha preso parte alla selezione nazionale, intitolato Gnezdo orlovo; il testo è firmato Relja Torinno mentre la musica e l'arrangiamento sono stati curati da Henny e Jhinsen. La cantante si è contesa la finale con la collega Teya Dora, posizionandosi al secondo posto e perdendo quindi l'occasione di partecipare all'Eurofestival. Nonostante la sconfitta è presto tornata in careggiata pubblicando pochissime settimane dopo la canzone Čini. Nei restanti mesi del 2024, ha presentato vari pezzi in collaborazione con THCF, Zorana Mićanović e DJ Shone, oltre al suo primo album in studio Turbo i folk.

### Vita privata
Anđela ha avuto una relazione di due anni con il musicista Voyage, la coppia si è lasciata nel gennaio 2021. Nel luglio 2021 è stato rivelato che la cantante ha iniziato a frequentare il poliziotto e guardia del corpo Nemanja Stanisavljević.

## Discografia

### Album in studio
- 2024 – Turbo i folk

### Album dal vivo
- 2023 – Breskvica: Belgrade Music Week 2023

### Singoli

#### Come artista principale
- 2019 – Utopia
- 2019 – Vrati me (con Voyage)
- 2019 – Budi tu (con Voyage)
- 2019 – Koraci u noći  (con Voyage e Vuk Mob)
- 2020 – C'est la vie (con Voyage)
- 2020 – Dam (con Voyage)
- 2020 – Bezimena (con Voyage)
- 2020 – Pancir (con Voyage e Tanja Savić)
- 2020 – Anđele (con Voyage)
- 2021 – Srećan put
- 2021 – Beli grad (con Voyage)
- 2022 – Sava i Dunav (con Henny)
- 2022 – Mazohista
- 2022 – Loš
- 2022 – Leptir
- 2022 – Maska
- 2022 – Loša
- 2022 – Balkanska
- 2022 – Život si moj (con MC Stojan)
- 2022 – Lutka
- 2023 – Sa anđelima
- 2023 – Drift (con Teodora)
- 2023 – Bad boy
- 2023 – Ko to tamo (con Henny)
- 2023 – Do gole koze
- 2023 – Vidi se
- 2023 – Kume moj
- 2024 – Gnezdo orlovo
- 2024 – Čini
- 2024 – Alo gde si ti (con THCF)
- 2024 – Na njenim rukama
- 2024 – Crni šećer (con Zorana Mićanović)
- 2024 – Vatra i dim (con DJ Shone)
- 2025 – Sneg (con Saša Matić)

#### Come artista ospite
- 2023 – Tu tu tu (Devito feat. Breskvica)
- 2024 – Olovo (Sloba Radanović feat. Breskvica e Dejan Petrović)

## Riconoscimenti
- Music Awards Ceremony
  - 2020 – Miglior star di YouTube per Vrati me (con Voyage)
  - 2020 – Candidatura alla nuova artista per Utopia
  - 2023 – Candidatura alla canzone trap balcana per Loša[24]
  - 2023 – Candidatura al video virale per Loša[25]
  - 2023 – Candidatura al video musicale per Loša[26]
  - 2023 – Candidatura al video virale per Život si moj (con MC Stojan)[27]
  - 2023 – Candidatura alla collaborazione new age per Život si moj (con MC Stojan)[28]
  - 2023 – Candidatura alla canzone urban pop per Leptir[29]

- Oscar della popolarità a Banja Luka
  - 2020 – Scoperta dell'anno (con Voyage)
  - 2020 – YouTube senzacija (con Voyage)